# STP Bari
La Società Trasporti Provinciale SpA Bari è azienda territoriale di mobilità a capitale pubblico che realizza l'attività di trasporto nella città metropolitana di Bari e in alcune tratte regionali fra la provincia di Foggia e la provincia di Taranto. Presenta 204 dipendenti e circa 141 autobus.

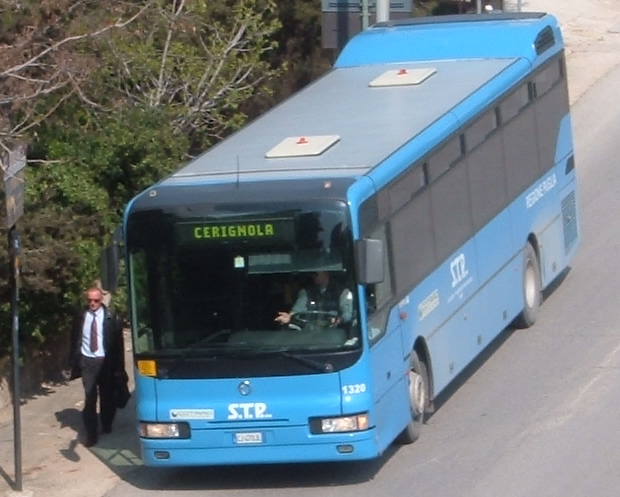
Un autobus STP a Canosa di Puglia

## Linee
Regionali
- Cerignola - Barletta - Trani - Molfetta - Bari
- Margherita di Savoia - Bari
- Spinazzola - Margherita di Savoia
- Laterza - Santeramo in Colle - Bari Zona Industriale
- Gravina in Puglia - Altamura - Taranto ILVA
- Molfetta - Bari - Gioia del Colle - Taranto Piazza Mercantile

Provinciali
- Barletta - Trani - Bari Zona Industriale
- Spinazzola - Trani - Bari
- Andria - Trani
- Ruvo di Puglia - Terlizzi - Molfetta - Trani
- Molfetta - Altamura
- Bitonto - Grumo Appula - Adelfia
- Bitonto - Giovinazzo - Molfetta
- Bitonto - Toritto
- Mola di Bari - Bari
- Mola di Bari - Cozze - Conversano
- Mola di Bari - Rutigliano - Noicattaro
- Gioia del Colle - Altamura - Poggiorsini
- Altamura - Bari Zona Industriale
- Altamura - Cassano delle Murge

## Parco veicoli 2019
Storico 
- Iveco 370.12.35
- Iveco 370.12.29
- Iveco 370SE.12.35 Dallavia

Attuale
- Eurorider
- Irisbus MyWay
- Irisbus Arway 12m
- Irisbus Vest Buss Eurorider 397E.12
- MAN Lion's Intercity*
- Iveco Bus Crossway LE Line 12m
- Iveco Bus Crossway Line 12m

Per uso turistico
- Volvo Barbi B12 Echo*
- Irisbus New Domino*
- Güleryüz Cobra Open Top Double*

```
  *= 
Unico esemplare per modello
```

## Azionariato
Gli azionisti della STP Bari sono:
- AMET Trani SpA (49%),
- Città metropolitana di Bari (39%),
- Provincia BAT (12%),
- Comune di Trani (5%).